# Вињи Врх при Семичу
Вињи Врх при Семичу (словен. Vinji Vrh pri Semiču) је насељено место у општини Семич, регија Југоисточна Словенија, Словенија.

## Историја
До територијалне реорганизације у Словенији био је у саставу старе општине Чрномељ.

## Становништво
У попису становништва из 2011. године, Вињи Врх при Семичу је имао 48 становника.
| Број становника према пописима | Број становника према пописима | Број становника према пописима |
| ------------------------------ | ------------------------------ | ------------------------------ |
| 1991                           | 2002                           | 2011                           |
| 54                             | 47                             | 48                             |

Напомена: До 1955. исказивано под именом Вињи Врх.

## Галерија
- црква под снегом
- зимски пејзаж
- пролеће
- залазак сунца